# Campiglossa spenceri
Campiglossa spenceri är en tvåvingeart som först beskrevs av Hardy 1973.  Campiglossa spenceri ingår i släktet Campiglossa och familjen borrflugor.
Artens utbredningsområde är Vietnam. Inga underarter finns listade.